# Parental advisory

Le logo Parental Advisory de la RIAA

Le Parental Advisory (en français : Avertissement parental) est écrit au-dessus d'Explicit Content (précédemment Explicit Lyrics). Cet avertissement est créé en 1985 aux États-Unis par la Recording Industry Association of America à la suite des pressions du Parents Music Resource Center. Ce logo se trouve en bas de certains CD d'artistes chanteurs.
Il a pour but de sensibiliser les parents afin que leurs enfants évitent d'acheter des disques contenant des paroles pouvant les choquer, qu'elles soient à caractère violent ou sexuel.
Il apparaît la plupart du temps sur des albums de rap ou de metal.

## Histoire

### Genèse
En décembre 1984, Karenna Gore, fille de Tipper Gore, âgée de 11 ans, écoute grâce à sa platine vinyle le titre Darling Nikki, cinquième piste de l'album Purple Rain de Prince. À l'écoute du premier couplet de la chanson, Tipper Gore, choquée des paroles explicites, décide de rendre l'album au disquaire et demande remboursement. L'album ayant été ouvert, le disquaire refuse.
Tipper Gore dont le mari n'est autre qu'Al Gore, alors sénateur américain, décide de se regrouper avec Susan Baker, épouse de James Baker, alorssecrétaire au Trésor, Pam Howar, femme d'un ponte de l'immobilier et Sally Nevius, femme de John Nevius, alors président du conseil municipal de Washington, pour former en mai 1985 le Parents Music Resource Center (PMRC), un groupe de pression ayant pour but d'identifier les paroles explicites et les interdire.
Le 31 mai 1985, le PMRC adresse un communiqué de presse à la Recording Industry Association of America (RIAA), ainsi qu'à plus d'une cinquantaine de labels, et demande l'arrêt de la production de musique aux propos explicites (paroles violentes, à connotation sexuelle, référence à la drogue...). 
Le Parents Music Resource Center souhaite développer un système de classification similaire à la classification pour les films au cinéma. Le PMRC aimerait également que les parents puissent connaître les paroles des chansons avant d'acheter un album et réfléchit à ce que les paroles soient écrites sur la pochette.

### La liste desFilthy Fifteen
Le PMRC publie une liste de quinze titres à proscrire. Darling Nikki de Prince figure dans la liste, ainsi que Let Me Put My Love Into You d'AC/DC, She Bop de Cyndi Lauper, Trashed de Black Sabbath ou encore Dress You Up de Madonna.
Le 19 septembre 1985, le Sénat américain dirige une audition où pendant cinq heures, membres du Parents Music Resource Center, professionnels de la musique, artistes et musiciens se relaient pour justifier un contrôle de l'industrie musicale ou au contraire défendre la liberté d'expression. Frank Zappa cite pour sa défense le premier amendement de la Constitution des États-Unis garantissant notamment qu'aucune loi ne limite la liberté de parole. John Denver compare la manœuvre du PMRC aux autodafés pratiqués par l'Allemagne nazie.
Opposée au Parents Music Resource Center, Mary Morello, mère de Tom Morello, guitariste du groupe Rage Against the Machine, décide de créer Parents For Rock And Rap, qui a pour but de défendre la liberté d'expression.
Avec les auditions du Sénat, les médias traitent du sujet des paroles explicites et organisent des débats télévisés, l'opinion publique est largement sensibilisé au sujet.

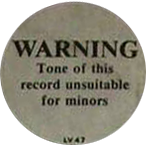
Première version du Parental advisory.

### Premier sticker
Le 1er novembre 1985, alors que les auditions au Sénat sont toujours en cours, la Recording Industry Association of America accepte de mettre sur les pochettes des albums étiquetés comme incongru pour un public jeune, un logo rond à fond gris avec écrit en majuscule et en gras « WARNING » , avec la mention : « Le ton de ce disque ne convient pas aux mineurs » (« Tone of this record unsuitable for minors »).
Rapidement, la mesure décourage plusieurs magasins de continuer à vendre des albums contenant une chanson étiquetée comme problématique. Walmart va même inciter les artistes à réenregistrer une version de leur titre dite « clean », sans les paroles explicites, s'ils souhaitent retrouver les rayons de ses magasins. La ville de San Antonio interdit les concerts d'artistes qui sont étiquetés.
Ce n'est qu'à l'été 1990 qu'un rectangle noir et blanc d'un centimètre sur deux et demi avec la mention « Explicit Lyrics » fait son apparition. La mention « Parental Advisory : Explicit Lyrics » suivra. Le logo est utilisé pour la première fois en 1990 sur l'album Banned in the U.S.A. du groupe 2 Live Crew. En 1996, la mention « Parental Advisory : Explicit Content » voit le jour, après la tenue de nouvelles auditions. Le sticker disparaît peu à peu pour être remplacé par une impression de la mention directement sur la pochette de l'album.

## Usage en France
Bien que des chanteurs français l'aient affiché sur leurs disques, son apposition n'est pas obligatoire en France.